# Gadsden (Tennessee)
Gadsden és una població dels Estats Units a l'estat de Tennessee. El 2010 tenia 570 habitants.

## Poblacions més properes
El següent diagrama mostra les poblacions més properes.